# Departamento Capital (Corrientes)
Das Departamento Capital liegt im Nordwesten der Provinz Corrientes im Nordosten Argentiniens und ist eine von 25 Verwaltungseinheiten der Provinz. 
Im Norden und Westen grenzt es, getrennt durch den Río Paraná, an die Provinz Chaco, im Osten an die Departamentos San Cosme und San Luis del Palmar und im Süden an das Departamento Empedrado. 
Die Hauptstadt des Departamento Capital ist die gleichnamige Stadt Corrientes. Mit der Nachbarprovinz Chaco ist Corrientes durch die Brücke Puente General Manuel Belgrano verbunden. Die Distanz zwischen Corrientes und Buenos Aires beträgt 1.060 Kilometer.

## Bevölkerung
Nach Schätzungen des INDEC stieg die Einwohnerzahl von 328.868 Einwohnern (2001) auf 398.844 Einwohner im Jahre 2005.

## Städte und Gemeinden
Das Departamento Capital ist in die beiden Gemeinden Corrientes und Riachuelo gegliedert. In den beiden Gemeinden liegen folgende Ortschaften:
- Barrio Esperanza
- Corrientes
- Laguna Brava
- Riachuelo
- San Cayetano